# Pont de la Torrassa
El Pont de la Torrassa és un pont romànic del terme municipal d'Espot, a la comarca del Pallars Sobirà. És un pont d'un sol ull molt ample. Fa 12 metres de llarg per 3,25 d'ample, i 7 metres per damunt del nivell de l'aigua. Creua el riu Escrita pocs metres abans que aquest s'aboqui en la Noguera Pallaresa. Actualment, a la primera i segona dècades del segle xxi, es troba encaixat entre la Presa de la Torrassa, que queda en el seu costat de llevant, i la carretera C-13, que passa pel seu extrem de ponent.